# Theridion kibonotense
Theridion kibonotense là một loài nhện trong họ Theridiidae.
Loài này thuộc chi Theridion. Theridion kibonotense được Albert Tullgren miêu tả năm 1910.